# Alejandro Nieto García
Alejandro Nieto García   (Valladolid, 21 d'agost de 1930 - Madrid, 3 d'octubre de 2023) va ser un jurista espanyol, catedràtic de Dret i antic president del Consell Superior d'Investigacions Científiques.

## Biografia
Doctor en Dret per la Universitat de Valladolid i Catedràtic de Dret Administratiu a les Universitats de La Laguna, Alcalá de Henares, Complutense de Madrid i en l'Autònoma de Barcelona, va ser vicerector de totes elles i Degà de Dret i Ciències Econòmiques en aquesta última. El 1997 va rebre el Premi Nacional d'Assaig. Entre 1980 i 1983 va ser President del CSIC.
Doctor «Honoris causa» per la Universitat Carles III de Madrid i per la Universitat Nacional de Buenos Aires. Va ser guardonat amb la Medalla de Plata del CSIC. Des del 2007 va ser acadèmic de la Reial Acadèmia de Ciències Morals i Polítiques.

## Obres
- Ordenación de pastos, hierbas y rastrojeras, Ed. Cérea, Valladolid (1959), tomo I, 300 págs.; tomo II, 566 págs.
- El mito de la Administración prusiana, Ed. Instituto García Oviedo, Sevilla (1962), 366 págs.
- Bienes comunales, Ed. Revista de Derecho Privado, Madrid (1964), 974 págs.
- La retribución de los funcionarios en España, Ed. Revista de Occiden¬te, Madrid (1967), 461 págs.
- La ideología revolucionaria de los estudiantes europeos, Ed. Ariel, Bar¬celona (1971), 280 págs.
- Comercio interior y cámaras de comercio (con J. A. MANZANEDO), Santiago de Compostela (1972), 475 págs.
- La. burocracia.1. El pensamiento burocrático, Ed. IEA, Madrid (1976), 1.022 págs.
- Estudio preliminar sobre el régimen administrativo de Canarias, Santa Cruz de Tenerife (1976), 163 págs.
- La Compañía Telefónica Nacional de España y las Corporaciones Locales (J. A. CÁMPORA), Granada (1978), 194 págs.
- La organización del desgobierno, Ed. Ariel, Barcelona (1984), 192 pá¬ginas.
- Estudios históricos de Administración y Derecho administrativo, Ed. INAP, Madrid (1986), 350 págs.
- Bienes comunales de los Montes de Toledo, Ed. Civitas, Madrid (1991), 383 págs.
- Dictámenes sobre las cajas de ahorros españolas (1981-1986); Burgos (1991)
- Derecho administrativo sancionador, Ed. Tecnos, Madrid (1993), 424 págs.; 2ª. edición ampliada, Ed. Tecnos (1993), 494 págs; 4ª Edición (2005).
- España en Astillas, Ed. Tecnos, Madrid (1993), 222 págs.
- La «nueva» organización del desgobierno, Ed. Ariel, Barcelona (1996), 240 págs.
- Los primeros pasos del Estado constitucional: Historia administrativa de la regencia de María Cristina, Ed. Ariel, Barcelona (1996), 602 págs. Premio Nacional de Literatura 1997: Ensayo.
- Bienes comunales de los Montes de Toledo (II):Reforma agraria vecinal y reforma capitalista, Ed. Civitas, Madrid (1997), 327 págs.
- Corrupción en la España democrática, Ed. Ariel, Barcelona (1997), 283 págs.
- El Derecho y el revés (con Tomás Ramón FERNÁNDEZ), Ed. Ariel, Bar¬celona (1998), 268 págs.
- El arbitrio judicial, Ed. Ariel, Barcelona (2000), 444 págs.
- Estudios de derecho y ciencia de la Administración; Centro de Estudios Políticos y Constitucionales (2001)
- Balada de la justicia y de la ley; Ed. Trotta, Madrid (2002).
- Las limitaciones del conocimiento jurídico; en col·laboració amb Agustin GORDILLO, Ed. Trotta, Madrid (2003).
- El desgobierno judicial, Ed. Trotta, Madrid (2005).
- Crítica de la razón jurídica, Ed. Trotta, Madrid (2007).
- El desgobierno de lo público, Ed. Ariel, Barcelona (2008).
- El malestar de los jueces y el modelo judicial, Ed. Trotta, Madrid (2010).
- Mendizábal y el progresismo civil, ed. Ariel; Barcelona (2012).